# 埃內巴克
埃內巴克（挪威語：Enebakk）是挪威阿克什胡斯郡的一個市镇，行政中心为柯克比格達。市镇面积为233平方公里，2004年人口数量为9,233人。
埃內巴克于1838年1月1日成为一个市镇。1962年，埃尼巴克位于厄耶伦湖以东的部分划归费特市镇。